# سنترالیا (کانزاس)
سنترالیا (به انگلیسی: Centralia) شهری در ایالت کانزاس کشور ایالات متحده آمریکا است که جمعیت آن در سرشماری سال ۲۰۱۰ میلادی، ۵۱۲ نفر بوده‌است.